# 中村正二郎
中村 正二郎（なかむら しょうじろう、1913年5月9日 - 1977年12月4日）は、日本の教育者。医学者。山口大学第5代目学長。専門は基礎医学・生化学。

## 略歴
京都帝国大学医学部卒業。1944年、山口県立医学専門学校（現・山口大学医学部）講師、同校助教授、同校教授を経て、1973年山口大学第5代目学長に就任（1977年まで）。日本電気泳動学会総会第12回総会長を務めた。

## 論文・研究
- 清水二郎、中村正二郎「ディスク電気泳動法による穀類の可溶性たん白質の分析」『栄養と食糧』第29巻第2号、日本栄養・食糧学会、1976年、127-130頁、doi:10.4327/jsnfs1949.29.127、ISSN 00215376、NAID 130003682354、CRID 1390282680307534848。
- 中村正二郎『リンパ腺蛋白酵素の研究』 京都大学〈医学博士 報告番号不明〉、1949年。NAID 500000535774。

## 著書
- 『新生化学 改訂第2版』（永井書店、1973年）

## 追悼論文
- 「中村正二郎教授追悼」『山口医学』第27巻第2号、山口大学医学会、1978年6月、巻頭p1-30、ISSN 05131731、CRID 1520853835531538432。

## 栄典
- 1964年 第3回日本電気泳動学会 児玉賞受賞
- 1977年 正三位、勲二等旭日重光章受章[2]。

## 人物
就任当時は実験機器が不足していた為、必要な物は手作りで補い、実験に取り組んでいた。